# Trouble (альбом Наталии Киллс)
| Оценки критиков        | Оценки критиков |
| Источник               | Оценка          |
| ---------------------- | --------------- |
| AllMusic               | [ 1 ]           |
| Idolator               | [ 2 ]           |
| MuuMuse                | +               |
| So So Gay              | [ 4 ]           |
| The New Zealand Herald | [ 5 ]           |

Trouble — второй студийный альбом британской певицы Наталии Киллс, вышедший в 2013 году на лейблах Cherrytree Records и KonLive. Запись альбома проходила с апреля 2012 года по 2013 год. Из альбома было выпущено два сингла — «Problem» и «Saturday Night».

## Создание
В начале апреля 2012 года, было подтверждено, что Киллс вернулась в студию для записи нового альбома. Наталия подтвердила начало работы и объявила продюсеров пластинки. На своей страничке в Twitter певица оставила сообщение, в котором говорилось о сотрудничестве с Анджел Хейз и Smeezingtons. В середине апреля 2013 года песня «Feel Myself», записанная для альбома, появилась в интернете, но в финальный трек-лист не вошла. Идея альбома Trouble рассказывает о проблемах, происходивших в жизни исполнительницы и её семьи.

## Промо
«Controversy» был выпущен в середине сентября 2012 года вместе с музыкальным видео.

## Список композиций
Трек-лист альбома стал известен, после того как альбом стал доступен для предварительного заказа.
| №                   | Название            | Автор(ы)                                      | Producer(s)           | Длительность |
| ------------------- | ------------------- | --------------------------------------------- | --------------------- | ------------ |
| 1.                  | «Television»        | Natalia Kills, Jeff Bhasker, Guillaume Doubet | Bhasker               | 5:54         |
| 2.                  | «Problem»           | Kills, Bhasker, Doubet, Sky Montique          | Bhasker, Emile Haynie | 3:43         |
| 3.                  | «Stop Me»           | Kills, Haynie, Bhasker                        | Bhasker, Haynie       | 3:45         |
| 4.                  | «Boys Don't Cry»    | Kills, Bhasker                                | Bhasker               | 3:36         |
| 5.                  | «Daddy's Girl»      | Kills, Doubet, D. Hall                        |                       | 3:33         |
| 6.                  | «Saturday Night»    | Kills, Bhasker                                | Bhasker               | 4:45         |
| 7.                  | «Devils Don't Fly»  | Kills, Bhasker, Glass John                    | Bhasker, John         | 4:37         |
| 8.                  | «Outta Time»        | Kills, Bhasker                                | Bhasker               | 3:42         |
| 9.                  | «Controversy»       | Kills, Doubet, Bhasker                        | Bhasker               | 4:51         |
| 10.                 | «Rabbit Hole»       | Kills, Bhasker, Doubet                        | Bhasker               | 3:14         |
| 11.                 | «Watching You»      | Kills, Bhasker, Haynie                        | Bhasker, Haynie       | 3:49         |
| 12.                 | «Marlboro Lights»   | Kills, Bhasker                                | Bhasker               | 4:05         |
| 13.                 | «Trouble»           | Kills, Bhasker                                | Bhasker               | 4:19         |
| Общая длительность: | Общая длительность: | Общая длительность:                           | Общая длительность:   | 53:53        |